# 1 litre no namida (série de televisão)
1 Litro de Lágrimas (1リットルの涙, Ichi rittoru no namida, também conhecido como Diário das Lágrimas) é um drama japonês da Fuji Television sobre uma garota diagnosticada com uma doença degenerativa incurável aos 15 anos, mas que foi capaz de continuar com sua vida até sua morte, aos 25 anos.
O drama é uma adaptação do diário de uma garota japonesa chamada Aya Kitō, que sofreu degeneração espinocerebelar. Ela começou a manter um diário por sugestão de seu médico e continuou a escrever até que não conseguisse mais segurar uma caneta. O diário, intitulado 1 Litre no Namida, foi publicado logo após sua morte.

## Enredo
Aya é uma menina de 15 anos, filha de uma família simples. O pai possui uma loja de tofu, a mãe, Shioka, é higienista e os três irmãos, Ako, Hiroki e Rika. Entretanto, a vida de Aya vai, aos poucos, mudando, ao perceber que tem levado tombos freqüentemente e anda de um modo estranho. A mãe, Shioka, pede para que Aya vá ao médico para ser examinada.
O médico informa que Aya tem degeneração espinocerebelar – uma doença que deteriora o cerebelo gradualmente até o ponto que o doente não possa andar, falar, escrever, ou comer. A doença não afeta a mente nem a memória.
A partir daí começa uma luta desesperada de sua família e amigos à procura de uma chance de cura para Aya.

## Origem
Este drama foi baseado em uma história real de uma menina de 15 anos que sofreu desta doença incurável contra a qual lutou até seus 25 anos.
A história foi baseada no diário de Aya Kitō (木藤亜也, 19 de Julho de 1962– 23 de Maio de 1988). No diário ela relatava sua luta diária contra a doença.
O livro que surgiu mais tarde intitulado "1 Litro de Lágrimas" vendeu mais de 1,8 milhão de cópias no Japão inteiro.
Suas últimas palavras em seu diário foram: "O fato de eu estar viva é uma coisa tão encantadora e maravilhosa que me faz querer viver mais e mais".
Essa história torna-se mais comovente pelo simples fato de ser uma historia real, ela nos permite que possamos lançar um novo olhar para o nosso cotidiano e enxerguemos que, por mais que tenhamos problemas, existem pessoas que enfrentam dificuldades ainda maiores e nem por isso desistem.

## Remakes
A produtora indonésia SinemArt's lançou um filme de drama intitulado Buku Harian Nayla (Nayla's Diary), que plagiava 1 Litre of Tears. A série tem algumas semelhanças impressionantes, como o nome "Aya" sendo substituído por "Nayla" (Chelsea Olivia) e Moses (Ralph Glenn Alinskie) no lugar de Asou. A série foi ao ar na RCTI como uma série especial de Natal. A comparação entre as duas séries foi discutida pelo público do programa. O cenário foi escrito por Serena Luna (ou às vezes chamada Chevyra Edenia).

## Detalhes
- Título: １リットルの涙
- Título (romaji): 1 rittoru no namida
- Formato: Renzoku
- Gênero: Escolar, Romance, Drama
- Episódios: 11
- Exibido: Fuji TV
- Período de exibição: 11 de Outubro de 2005 até 20 de Dezembro de 2005
- Horário: Terça 21:00
- Temas Musicais: "Only Human" por K, "Konayuki" por Remioromen e "Sangatsu Kokonoka" por Remioromen
- Drama OST: Ichi Rittoru no Namida OST

## Episódios
- Ep 01: ある青春の始まり / O Início de minha juventude
- Ep 02: 15才、忍びよる病魔 / 15 anos de idade, a doença que os rouba
- Ep 03: 病気はどうして私を選んだの / Por que esta doença me escolheu?
- Ep 04: 二人の孤独 / A Solidão de duas pessoas
- Ep 05: 障害者手帳 / Caderno de uma pessoa com discapacidade
- Ep 06: 心ない視線 / Olhares sem coração
- Ep 07: 私のいる場所 / O lugar onde estou
- Ep 08: 1リットルの涙 / 1 litro de lágrimas
- Ep 09: 今を生きる / Vivo o agora
- Ep 10: ラブレター / Carta de amor
- Ep 11: 遠くへ、涙の尽きた場所に / Longe, para o lugar em que as lágrimas secaram

Também possui um especial depois do ultimo episódio.

## Elenco
- Sawajiri Erika como Ikeuchi Aya (Baseada em Aya Kito)
- Yakushimaru Hiroko como Ikeuchi Shioka
- Nishikido Ryo como Asou Haruto
- Jinnai Takanori como Ikeuchi Mizuo
- Narumi Riko como Ikeuchi Ako
- Fujiki Naohito como Mizuno Hiroshi
- Koide Saori como Sugiura Mari
- Sanada Yuma como Ikeuchi Hiroki
- Miyoshi Ani como Ikeuchi Rika
- Matsuyama Kenichi como Kawamoto Yuji
- Matsumoto Kana como Matsumura Saki
- Mizutani Momosuke como Onda Kohei
- Hashidume Ryo como Nakahara Keita
- Katsuno Hiroshi como Asou Yoshifumi
- Onishi Asae como Oikawa Asumi
- Hamaoka Maya como Oikawa Kikue
- Kato Kazuko como Fujimura Madoka
- Tonesaku Toshihide como Takano Kiichi
- Sato Shigeyuki como Nishino
- Aoi
- Kawahara Makoto
- Endou Yuuya
- Hoshino Natsuko
- Sato Yuki como Asou Keisuke
- Umoto Yuki
- Kawaguchi Shouhei ○oº

## Créditos
- Trabalho Original: Kito Aya (木藤亜也)
- Escritores: Egashira Michiru, Oshima Satomi (大島里美), Yokota Rie
- Produtor: Kashikawa Satoko
- Diretor: Murakami Masanori
- Música: Ueda Susumu (上田益)